# (2253) Эспинет
(2253) Эспинетте (лат. Espinette) — небольшой астероид, который относится к группе астероидов, пересекающих орбиту Марса и принадлежащий к светлому спектральному классу S. Он был открыт 30 июля 1932 года бельгийским астрономом Жоржем ван Бисбруком в обсерватории Уильямс-Бэй и назван в честь дома первооткрывателя в Уильямс-Бэй.

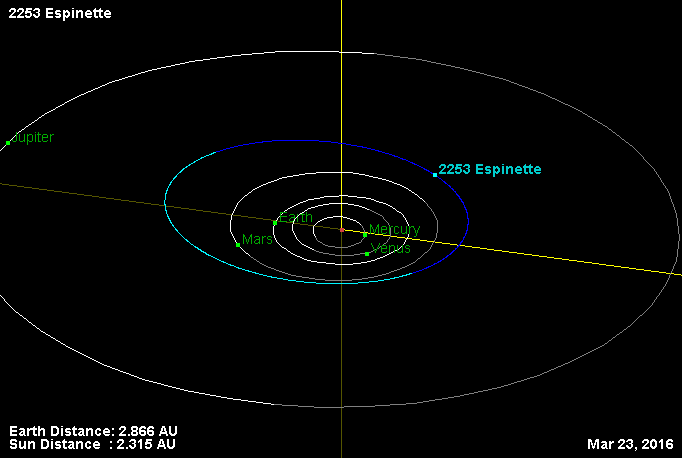
Орбита астероида Эспинетте и его положение в Солнечной системе